# بكرو
عدل بكرو هي مقاطعة وبلدية تقع في ولاية الحوض الشرقي في موريتانيا .